# Gayophytum oligospermum
Gayophytum oligospermum är en dunörtsväxtart som beskrevs av H. Lewis och Szweyk.. Gayophytum oligospermum ingår i släktet Gayophytum och familjen dunörtsväxter. Inga underarter finns listade i Catalogue of Life.